# ビトウィーン・ザ・バトンズ
『ビトウィーン・ザ・バトンズ』(Between the Buttons)は、1967年に発売されたローリング・ストーンズのオリジナル・アルバム。イギリスでは5作目、アメリカでは7作目となる。全英3位、全米2位を記録。プロデューサーはアンドリュー・ルーグ・オールダム、レコーディングエンジニアはデイヴ・ハッセンジャーおよびグリン・ジョンズ。

## 解説
本作のレコーディングは、1966年8月にカリフォルニア州ロサンゼルスのRCAスタジオで、さらに11月にロンドンのオリンピック・スタジオで行われた。本作はグループとして初めてトータルアルバムとして制作されたアルバムで、前作『アフターマス』で見せた実験的作風をより前に押し進めた作品となった。この年はビートルズの『リボルバー』、ビーチ・ボーイズの『ペット・サウンズ』、ボブ・ディランの『ブロンド・オン・ブロンド』、マザーズ・オブ・インヴェンションの『フリーク・アウト！』が発表され、ロックの可能性は広がり続けていた時期であり、ストーンズもまたそれらへの追随を強いられた。進むべき方向は判然としなかったが、『アフターマス』を越えて進歩しなければならなかった彼らは、上述のアーティストや、加えてキンクスに影響を受け、その結果として本作を創り上げた。前作でシタールやダルシマー、マリンバといったいくつもの新たな楽器を導入したブライアン・ジョーンズは、本作ではリコーダーやサックス、ビブラフォン等、さらなる楽器を導入した。さらにキース・リチャーズも、ギターのみならずピアノやオルガンを演奏している。また、本作から曲によりビル・ワイマンに代わりリチャーズがベースを担当するようになった。本作は、オールダムがプロデュースした最後のストーンズのオリジナルアルバムとなった。
本作はタイトル、ジャケット写真とも英米で同一の物が用いられた初めての作品であった。表ジャケットの写真を撮影したのはジェレド・マンコウィッツ。外側部分がぼやけた感じに加工されているが、これはレンズにワセリンを塗ったためである。表側にはタイトル表記が一切なく、一番手前のチャーリー・ワッツの服のボタンに小さくアルバムタイトルが書かれているだけである。写真の撮影中、ジョーンズは全く非協力的であったという。裏ジャケットには、ワッツが描いた漫画と、4行からなる短い詩が添えられている。この漫画はオールダムから「"ビトウィーン・ザ・バトンズ"の題でイラストを描け」と命じられて描いたもので、ワッツはそれで初めてアルバムのタイトルを知ったという。この漫画は、人気者でありながら音楽業界のお偉方から嫌われるストーンズの姿を表現したものである。
イギリスではシングル「夜をぶっとばせ/ルビー・チューズデイ」と同日の1967年1月20日にリリースされた。当時のイギリス音楽業界の慣例に従い、アルバムにシングル曲は収録されなかった。アメリカでは2月11日に発売された。本作も前作同様英国盤と収録曲が異なり、シングルとなった「夜をぶっ飛ばせ」「ルビー・チューズデイ」が収録された代わりに、「バック・ストリート・ガール」「プリーズ・ゴー・ホーム」が削除された。この2曲は同じ年に発売された米国向けの編集アルバム『フラワーズ』に収められている。日本盤は、表ジャケットは英・米盤同様の物となったが（ただし、アルバムタイトルとアーティスト名が表示されている点が異なる）、裏ジャケットは全く別の写真が使われている。また英・米盤と違い見開きジャケットとなっており、ワッツによる漫画は内ジャケットに収められた。また「ボタンの間に」という邦題もつけられていた。
2002年8月にイギリス、アメリカ両ヴァージョンがアブコ・レコードよりリマスターされた上で、SACDとのハイブリッドCDとしてデジパック仕様で再発された。2016年、デッカ時代のオリジナルアルバムのモノラル版を復刻したボックス・セット『ザ・ローリング・ストーンズ MONO BOX』で、モノラル版が初めてCD化された。

## 評価
イギリスでは3位と前作を超えられなかった。批評家筋の反応も悪く、ニュー・ミュージカル・エクスプレス誌のロイ・カーは本作を「失敗作」と断じ、その原因を「オールダムの慢心したエゴをストーンズに投影させたこと」とした。ビル・ワイマンはこれに同調している。アメリカでは反対に好意的に受け止められ、最高2位まで上昇しゴールドディスクも獲得している。ミック・ジャガーは1967年当時こそ「"アフターマス"より好きだ」と語っていたものの、以降は評価を変え、本作に否定的な見方をするようになった。1995年のインタビューでも「色々いじくりすぎて台無しにしちまったんだよね。フランク・ザッパは好きだって言ってたけど」と語っている。ジャガーの自己評価とは裏腹に、多くの音楽評論家やファンは本作を重要視した。
『ローリング・ストーン誌が選ぶオールタイム・ベストアルバム500』に於いて、357位にランクイン。

## 収録曲
全曲ジャガー/リチャーズ作詞作曲

### イギリス盤

#### SIDE A
1. イエスタデイズ・ペイパー - Yesterday's Papers 2:04
2. マイ・オブセッション - My Obsession 3:17
3. バック・ストリート・ガール - Back Street Girl 3:27
4. コネクション - Connection 2:08
5. 甘いほほえみ - She Smiled Sweetly 2:44
6. クール・カーム・アンド・コレクテッド - Cool, Calm and Collected 4:17

#### SIDE B
1. オール・ソールド・アウト - All Sold Out 2:17
2. プリーズ・ゴー・ホーム - Please Go Home 3:17
3. 眠りの少女 - Who's Been Sleeping Here? 3:55
4. コンプリケイティッド - Complicated 3:15
5. ミス・アマンダ・ジョーンズ - Miss Amanda Jones 2:47
6. 昨日の出来事 - Something Happened to Me Yesterday 4:55

### アメリカ盤

#### SIDE A
1. 夜をぶっとばせ - Let's Spend the Night Together 3:36
2. イエスタデイズ・ペイパー - Yesterday's Papers 2:04
3. ルビー・チューズデイ - Ruby Tuesday 3:17
4. コネクション - Connection 2:08
5. 甘いほほえみ - She Smiled Sweetly 2:44
6. クール・カーム・アンド・コレクテッド - Cool, Calm and Collected 4:17

#### SIDE B
1. オール・ソールド・アウト - All Sold Out 2:17
2. マイ・オブセッション - My Obsession 3:17
3. 眠りの少女 - Who's Been Sleeping Here? 3:55
4. コンプリケイティッド - Complicated 3:15
5. ミス・アマンダ・ジョーンズ - Miss Amanda Jones 2:47
6. 昨日の出来事 - Something Happened to Me Yesterday 4:55

## 参加ミュージシャン
※楽器担当表記は特記なき限りUK盤
ローリング・ストーンズ
- ミック・ジャガー - リード＆バッキングボーカル、パーカッション、ハーモニカ（#6）
- キース・リチャーズ - ギター、バッキングボーカル、リードボーカル（#12）、ベース（#4、#5、「夜をぶっとばせ」）、ピアノ（#4、#5）、オルガン（#5）、コントラバス（「ルビー・チューズデイ」）
- ブライアン・ジョーンズ - エレキギター（#8）、ハーモニカ（#9）、ピアノ（「ルビー・チューズデイ」）、オルガン（#10）、マリンバ（#1）、ヴィブラフォン（#3）、バンジョー（#6）、カズー（#6）、リコーダー（#7、「ルビー・チューズデイ」）、メロトロン（#8）、テルミン（#8）、管楽器（#12）
- ビル・ワイマン - ベース、コントラバス（「ルビー・チューズデイ」）
- チャーリー・ワッツ - ドラムス、パーカッション

ゲストミュージシャン
- イアン・スチュワート - ピアノ（#2、#7、#10、#11）、オルガン（#11）
- ニッキー・ホプキンス - ピアノ（#6、#12）
- ジャック・ニッチェ - ピアノ（#5、#9）、ハープシコード（#1、#3）
- ニック・デカーロ - アコーディオン（#3）
- シャーリー・ワッツ - バッキングボーカル（#8）
- ノン・クレジット - ヴァイオリン（#12）